# Babarpur Ajitmal
Babarpur Ajitmal è una suddivisione dell'India, classificata come nagar panchayat, di 24.550 abitanti, situata nel distretto di Auraiya, nello stato federato dell'Uttar Pradesh. In base al numero di abitanti la città rientra nella classe III (da 20.000 a 49.999 persone).

## Geografia fisica
La città è situata a 26° 34' 28 N e 79° 18' 25 E.

## Società

### Evoluzione demografica
Al censimento del 2001 la popolazione di Babarpur Ajitmal assommava a 24.550 persone, delle quali 13.062 maschi e 11.488 femmine. I bambini di età inferiore o uguale ai sei anni assommavano a 3.966, dei quali 2.097 maschi e 1.869 femmine. Infine, coloro che erano in grado di saper almeno leggere e scrivere erano 16.227, dei quali 9.446 maschi e 6.781 femmine.